# Bố Trại
Bố Trại (tiếng Mãn: ᠪᡠᠵᠠᡳ, chuyển tả: Bujai, tiếng Trung: 布寨; bính âm: Bùzhài, ?－1593), cũng dịch thành "Bốc Trai" (卜斋) hay "Bốc Trại (卜寨) là một thành viên của Diệp Hách Na Lạp thị, là Diệp Hách Bối lặc (Tây thành).
Sau khi hai Bối lặc của Diệp Hách là Thanh Giai Nỗ và Dương Cát Nỗ bị Lý Thành Lương giết hại, con trai của hai người là Bố Trại và Nạp Lâm Bố Lộc kế vị. Họ cùng tập hợp lại bộ lạc, bàn mưu phục thù Cáp Đạt. Trùng hợp, Cáp Đạt có tranh chấp nội bộ. Bố Trại cùng Nạp Lâm Bố Lộc lợi dụng thời cơ xâm nhập Cáp Đạt, bắt con trai của Vương Đài là Khang Cổ Lỗ, và ra yêu cầu với triều Minh.
Vào tháng 2 năm Vạn Lịch thứ 16 (1588), Tuần phủ Liêu Đông Cố Dưỡng Khiêm (顧養謙) quyết định cho Lý Thành Lương (李成梁) đem quân Minh đến đánh Diệp Hách. Quân Minh tiến đến, Bố Trại bỏ Tây thành, trên đường đào thoát đến chỗ Nạp Lâm Bố Lộc gặp quân Minh và giao chiến. Binh lính Diệp Hách về sau rút lui vào Đông thành. Diệp Hách thành kiên cố dị thường, quân Minh đánh hai ngày mà vẫn chưa hạ được. Do vậy, Lý Thành Lương lệnh pháo kích thành, quân Minh đưa các xe chở theo các thang thẳng đứng, trên có đặt các pháo, độ cao tương tự với Diệp Hách thành. Bố Trại và Nạp Lâm Bỗ Lộc hoảng sợ, phải ra khỏi thành xin hàng, bỏ yêu sách với triều đình. Lý Thành Lương bãi binh toàn bộ.
Tháng 6 năm Vạn Lịch thứ 21 (1593), tứ bộ Hải Tây Nữ Chân cùng tam bộ Mông Cổ là Khoa Nhĩ Thấm, Tịch Bắc, Quái Nhĩ Sát và hai bộ Trường Bạch Sơn là Nột Ân và Chu Xá Lý, tổng cộng là 9 bộ lập liên quân, Bố Trại và Nạp Lâm Bố Lộc làm Minh chủ tấn công Kiến Châu Nữ Chân. Bố Trại đích thân dẫn quân Diệp Hách đánh Hách Tể Cách thành, hai bên đều có thương vong. Nỗ Nhĩ Cáp Xích phái đại tướng Ngạch Diệc Đô mang theo vài trăm kị binh tinh nhuệ đến dụ Bố Trại đến Cổ Lặc Sơn nhằm giải vây cho thành, ra lệnh cho quân Kiến Châu tại Cổ Lặc Sơn chuẩn bị phục kích. Bố Trại không biết về kế hoạch này nên đã truy kích Ngạch Diệc Đô vào rơi vào ổ mai phục. Bố Trại bị vấp và ngã ngựa, binh sĩ Kiến Châu là Ngô Đàm thừa cơ giết chết. Liên quân bị mất chỉ huy nên đại loạn, quân Kiến Châu thừa cơ tấn công bất ngờ, đánh bại liên quân 9 bộ. Sau đó, Nạp Lâm Bố Lộc đến Kiến Châu đòi thi thể của Bố Trại. Nỗ Nhĩ Cáp Xích cắt một nửa thi thể trả lại.
Sau khi Bố Trại chết, con trai là Bố Dương Cổ kế vị.